# Манастир Врањаш
Манастир Врањаш припада сремској епархији Српске православне цркве. У прелепом амбијенту у ували између села Гргуревци и Манђелос 2010. године постављени су темељи најмлађем фрушкогорском манастиру који је посвећен Светом Василију Острошком. Градња храма је трајала до 2014. године.

## Садашњост
Прелепа дрвена црква изграђена од норвешког белог бора и чамовине и својом архитектуром одудара од осталих фрушкогорских манастирских цркви, што га чини посебним. Црква је направљена изнад извора, а конаци око манастира су и даље у изградњи.